# Prodeinodon tibetensis
Prodeinodon tibetensis es una especie inválida del género dudoso  extinto Prodeinodon (“anterior al Deinodon”) es un género de dinosaurio terópodo probablemente carnosaurio, que vivió a mediados del período Cretácico, hace aproximadamente entre 110 y 100 millones de años, entre el Aptiense y Albiense en lo que es hoy Asia. Es una especie informal de Prodeinodon que se mencionó brevemente en 1986. Conocida por una sola vértebra encontrada en el Grupo Hettangian Daye en China, esta especie probablemente era un terópodo, pero lo más probable es que no perteneciera al mismo animal que P. mongoliensis y puede haber pertenecido a su propio género , completamente separado. Está presente geográficamente en Xizang Zizhiqu, China.